# Grevená (ciudad)
Grevená (en griego: Γρεβενά, Grevená) es un municipio de Grecia, capital de la unidad periférica de Grevená. El área urbana cuenta 10 447 habitantes pero en total son 30,564. Se encuentra a 400 km al norte de Atenas y a 180 km al oeste de Tesalónica y se conecta por medio de la Vía Egnatia desde principios de los años 2000, a las ciudades de Igumenitsa, Tesalónica y Alejandrópolis, en la frontera con Turquía. Se encuentra en la ribera del río Greveniotikos. Otras localidades de la municipalidad son Amygdaliés y Mega Seirini.